# Fritada de peixe

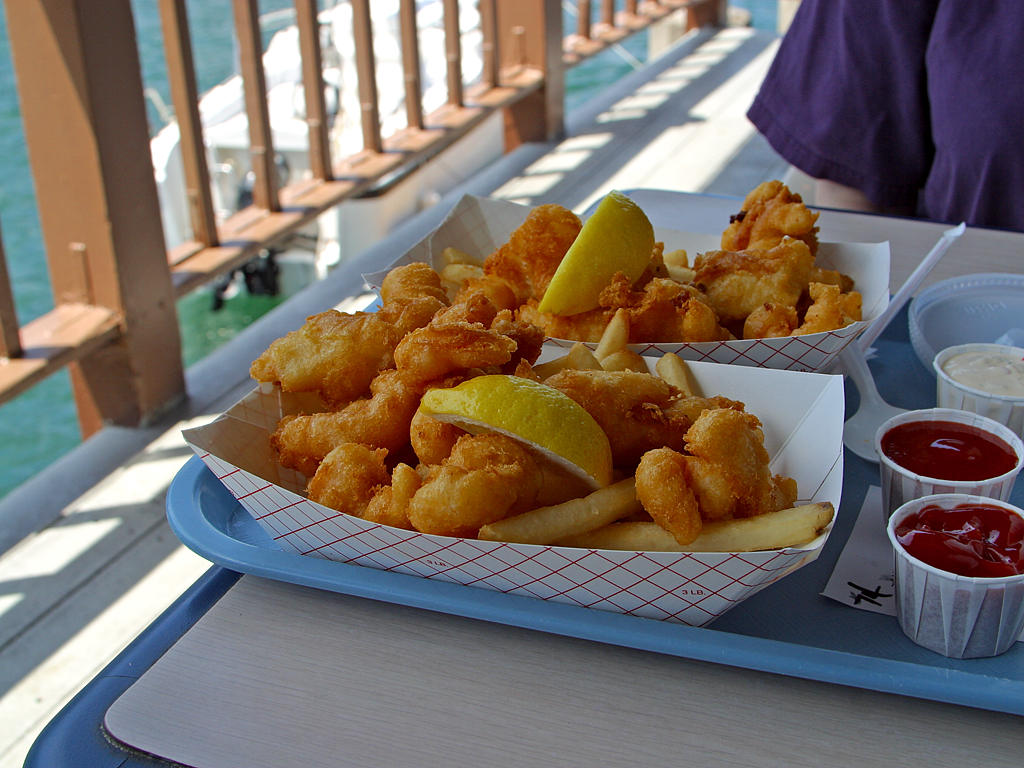
Peixe com batatas fritas ao estilo americano com limão, ketchup, molho coquetel e molho tártaro servido em San Diego

A fritada de peixe ou “fish fry” ou é uma preparação típica da culinária sulista dos Estados Unidos e, tal como o “seafood boil”, uma comida para grandes grupos de convivas. O peixe a usar depende da disponibilidade, mas o peixe-gato é normalmente o preferido; para a fritada, são preferíveis os filetes a postas ou peixes inteiros. O peixe é colocado num recipiente com farinha de milho misturada com condimentos; a farinha fina de milho amarelo é a preferida e, por vezes, mistura-se com farinha de trigo, para fazer uma crosta mais forte, permitindo que o peixe fique mais bem passado; o condimento da farinha pode ser simplesmente sal-de-cozinha, mas os ingredientes do tempero cajun também são populares.
Entretanto, preparam-se as fritadeiras, normalmente grandes panelas com um cesto interior, que se adaptam a fogareiros a gás; a fritura deve ser feita fora de casa e longe de quaisquer materiais que possam pegar fogo. Os pedaços de peixe são colocados cuidadosamente no óleo quente e, quando prontos, com uma bela cor dourada, retiram-se levantando o cesto interior, deixando escorrer o óleo, e colocam-se em recipientes cobertos com papel de cozinha.
Entretanto, preparam-se os “hushpuppies”, misturando o resto da farinha usada para fritar o peixe, aumentando-a, se necessário, com cebola picada, ovos e leite; deve formar um polme grosso, ou uma massa com que se possam fazer bolas. Quando se retira o peixe do óleo, deitam-se os “hushpuppies”, com uma colher e deixam-se fritar.
O peixe frito pode ser servido apenas com os “hushpuppies”, ou com feijão guisado, salada de repolho (“coleslaw”) ou de batata, “grits” (papas de milho), ou outro acompanhamento, e uma grande quantidade de chá gelado.